# Capi di Stato di Samoa
L'O le Ao o le Malo (in samoano: "Capo del governo"; Ao è un titolo generalmente riservato ai capi (matai), mentre malo significa "governo") è il monarca di Samoa.
I capi di Stato delle Samoa si sono succeduti dal 1962. Il capo di Stato (in lingua samoana: O le Ao o le Malo) è eletto dal Parlamento ogni cinque anni e scelto all'interno di un gruppo di quattro aristocratici.
L'ufficio è descritto nella parte III della Costituzione samoana del 1960. All'epoca in cui fu adottata la Costituzione, si prevedeva che i futuri capi di Stato sarebbero stati scelti tra i quattro capi tradizionali detti "Tama a 'Aiga".  Samoa è una  monarchia parlamentare. Il segretariato stampa del governo descrive l'ufficio di O le Ao o le Malo come un "capo cerimoniale". Il capo di Stato è eletto dall'Assemblea legislativa, il Parlamento del paese, che è quasi interamente composto da capi tribali.
Il capo di Stato samoano gode del titolo di Altezza, così come i capi delle quattro principali dinastie.
L'attuale O le Ao o le Malo è Va'aletoa Sualauvi II, che è stato eletto per un mandato di cinque anni iniziato il 21 luglio 2017.

## Storia
Quando Samoa divenne indipendente il 1º gennaio 1962, due dei quattro capi principali (Tama a 'Aiga) - Tanumafili II e Mea'ole - furono nominati sovrani congiuntamente e a vita dalla Costituzione del 1960. Ciascuno rappresentava, rispettivamente, i Malietoa e i Tupua Tamasese, "due dei quattro lignaggi principali" di Samoa. Furono conosciuti congiuntamente come "O Ao o le Malo" e singolarmente come "O le Ao o le Malo". Mea'ole morì prematuramente un anno dopo, nel 1963, lasciando Tanumafili II come unico detentore dell'ufficio fino alla sua morte avvenuta nel 2007 all'età di 94 anni. Il suo successore Tufuga Efi, già Primo ministro per due mandati, è il figlio maggiore di Mea'ole. Fu eletto dall'Assemblea legislativa di Samoa per un mandato di cinque anni a partire dal 20 giugno 2007 e nuovamente nel luglio del 2012 per altri cinque anni. Il 4° e attuale capo di Stato è Tui A'ana Tuimaleali'ifano Va'aleto'a Eti Sualauvi II, pronipote del leader del movimento Mau Tuimaleali'ifano Fa'aoloi'i e nipote del membro del Consiglio dei Deputati Tuimaleali'ifano Suatipatipa II, è succeduto a Tufuga Efi, dopo essere stato eletto dall'Assemblea legislativa per un mandato di cinque anni il 30 giugno 2017, quando il mandato di Tufuga Efi stava per concludersi.

## Qualifiche
L'articolo 18 della Costituzione stabilisce le qualifiche per la posizione di O le Ao o le Malo. Egli deve:
- essere qualificato per l'elezione come membro del Parlamento;
- possedere le qualifiche che l'Assemblea legislativa può determinare in base alla risoluzione;
- non essere stato precedentemente rimosso dall'ufficio per motivi di cattiva condotta o infermità.[4]

## Durata del mandato
L'O le Ao o le Malo viene eletto dall'Assemblea legislativa per cinque anni e può essere rieletto. Le eccezioni riguardarono unicamente i primi due titolari, Tanumafili II e Mea'ole, che vennero esonerati dal termine di cinque anni previsto dall'articolo 19. La Costituzione stabilisce un limite di due mandati che un O le Ao o le Malo può detenere. Si capiva che l'ufficio doveva alternarsi tra le quattro famiglie di Tama a 'Aiga. L'attuale capo di Stato appartiene al clan Tuimaleali'ifano, uno dei quattro capi di spicco a fianco del Mata'afa.
La rimozione dall'ufficio può avvenire in quattro modi:
- dimissioni;
- rimozione da parte dell'Assemblea legislativa a causa di comportamento scorretto o infermità mentale o fisica;
- approvazione da parte di due terzi dell'Assemblea legislativa di una risoluzione per la rimozione che venga proposta e supportata da almeno un quarto dei suoi membri dopo almeno quattordici giorni tra l'avviso e il dibattito sulla mozione;[4]
- morte.

## Doveri e poteri
La posizione è quella di un capo di Stato cerimoniale, dato che il potere effettivo è detenuto dal Primo ministro che il capo dello Stato nomina su raccomandazione dell'Assemblea legislativa. Mentre il capo dello Stato "non svolge un ruolo attivo nel governo", può sciogliere l'Assemblea legislativa e nessun atto del Parlamento può divenire legge senza la sua approvazione. Può anche concedere la grazia.

## Elezioni
Ad oggi, ci sono state tre elezioni per l'ufficio di O le Ao o le Malo. La prima si è tenuta il 16 giugno 2007. Tufuga Efi è stato eletto senza opposizione dal Parlamento con una maggioranza di 49 voti. La seconda si è tenuta il 19 luglio 2012. Tufuga Efi venne proposto dal Primo ministro "Tuilaepa Aiono" Sa'ilele Malielegaoi e distaccò Palusalue Fa'apo II, leader dell'opposizione. La terza si tenne il 30 giugno 2017. Va'aletoa Sualauvi II fu eletto con una maggioranza di 23 a 15.

## Elenco dei Sovrani
| O le Ao o le Malo | O le Ao o le Malo      | Inizio          | Fine           | Note                                            |
| ----------------- | ---------------------- | --------------- | -------------- | ----------------------------------------------- |
|                   | Tupua Tamasese Mea'ole | 1º gennaio 1962 | 5 aprile 1963  | incarico a vita, in diarchia                    |
|                   | Malietoa Tanumafili II | 1º gennaio 1962 | 11 maggio 2007 | incarico a vita; diarchia fino al 5 aprile 1963 |
|                   | Va'aletoa Sualauvi II  | 11 maggio 2007  | 20 giugno 2007 | diarchia ad interim                             |
|                   | Tufuga Efi             | 11 maggio 2007  | 20 giugno 2007 | diarchia ad interim                             |
|                   | Tufuga Efi             | 20 giugno 2007  | 21 luglio 2017 | primo capo di Stato con mandato a termine       |
|                   | Va'aletoa Sualauvi II  | 21 luglio 2017  | in carica      |                                                 |